# Cyamopsis psoraloides
Cyamopsis psoraloides är en ärtväxtart som beskrevs av Dc.. Cyamopsis psoraloides ingår i släktet Cyamopsis, och familjen ärtväxter. Inga underarter finns listade i Catalogue of Life.